# Yeh Hsin-Hung
Yeh Hsin-Hung es un deportista taiwanés que compitió en judo. Ganó dos medallas en el Campeonato Asiático de Judo, en los años 1996 y 1997.

## Palmarés internacional
| Representando a China Taipéi |                              |                   |           |
| Campeonato Asiático          |                              |                   |           |
| Año                          | Lugar                        | Medalla           | Categoría |
| 1996                         | Ciudad Ho Chi Minh (Vietnam) | Medalla de bronce | –60 kg    |
| 1997                         | Manila (Filipinas)           | Medalla de plata  | –60 kg    |